# 리벤지 드레스

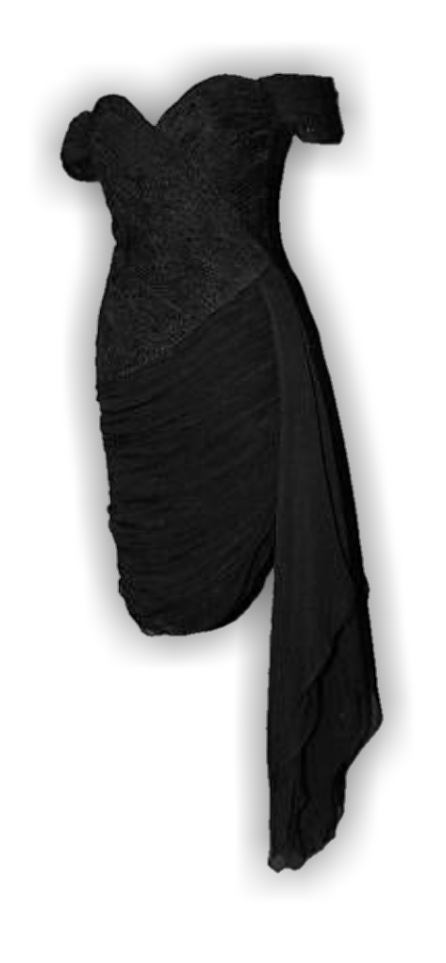
리벤지 드레스

리벤지 드레스(revenge dress; 복수의 드레스)는 1994년 켄징턴 가든스의 서펜타인 갤러리에서 열린 만찬에 웨일스 공비 다이애나가 입었던 이브닝 가운이었다. 이 의상은 다이애나가 당시 웨일스 공이었던 남편 찰스가 텔레비전에서 간통을 시인한 것에 대한 "복수"를 위하여 입은 것으로 해석되었다.

## 디자인
이 드레스는 크리스티나 스탬볼리안이 디자인한 오프 숄더 블랙 실크 이브닝 가운이었다. 스탬볼리안은 다이애나가 검은색을 선택한 것을 차이콥스키의 발레 "백조의 호수"에서 검은 백조 오딜에 비유하며, 다이애나가 "순백의 오데트처럼 연기하는 것을 선택하지 않았다. 그녀는 오딜처럼 연기했다. 그녀는 분명히 화가 났었다"고 말했다. 다이애나는 이 드레스가 "너무 대담하다"고 우려하며 입기 전까지 3년 동안 소유하고 있었다. 이 드레스의 가격은 900 파운드였다. 다이애나는 스탬볼리안의 디자인을 선택하기 전에 발렌티노의 드레스를 입을 계획이었다. 다이애나의 전 스타일리스트인 애나 하비는 다이애나가 "백만 달러처럼 보이고 싶어 했고, 그렇게 되었다."고 말했다.

## 역사
다이애나는 1994년 6월 29일 켄징턴 가든스의 서펜타인 갤러리에서 배너티 페어 잡지가 주최한 모금 만찬에 이 드레스를 입었다. 다이애나는 만찬 초대를 거절했었다. 그러나 만찬 2일 전, 찰스의 불륜 폭로가 며칠 동안 보도된 후 그녀는 초대를 수락했다. 다이애나는 만찬 전에 여러 가지 방식으로 찰스의 불륜에 대해 알게 되었다. 예를 들어 일부 신문 헤드라인에서는 "찰스: 나는 다이애나를 속였다"와 "디가 말했듯이"라고 보도했다. 다이애나의 남편 찰스 왕세자에 관한 텔레비전 프로그램이 방송되었는데, 그는 결혼생활이 "돌이킬 수 없이 무너진" 후 다이애나에게 불성실했음을 인정했다. 찰스와 다이애나는 프로그램 방송 2년 전에 별거했었다. 다이애나의 전기 작가 사라 브래드포드는 다이애나가 프로그램에 대해 "무관심한 척"했다고 썼다.
다이애나가 차에서 내려 서펜타인 갤러리에 들어가기 전 서펜타인 갤러리 이사회 의장인 팔룸보 경의 인사를 받는 동안 이 드레스를 입은 모습이 목격되었다. 다이애나가 행사장에 도착하는 모습을 포착한 사진작가 팀 그레이엄은 그녀의 도착이 총 30초밖에 걸리지 않았으며, 다이애나는 남편의 폭로 이후 다수의 사진작가들이 있을 것임을 알고 있었을 것이라고 말했다. 팔룸보는 나중에 다이애나가 "그녀만의 멋진 운동선수 같은 방식으로 차에서 뛰쳐나왔다"고 회상했다.

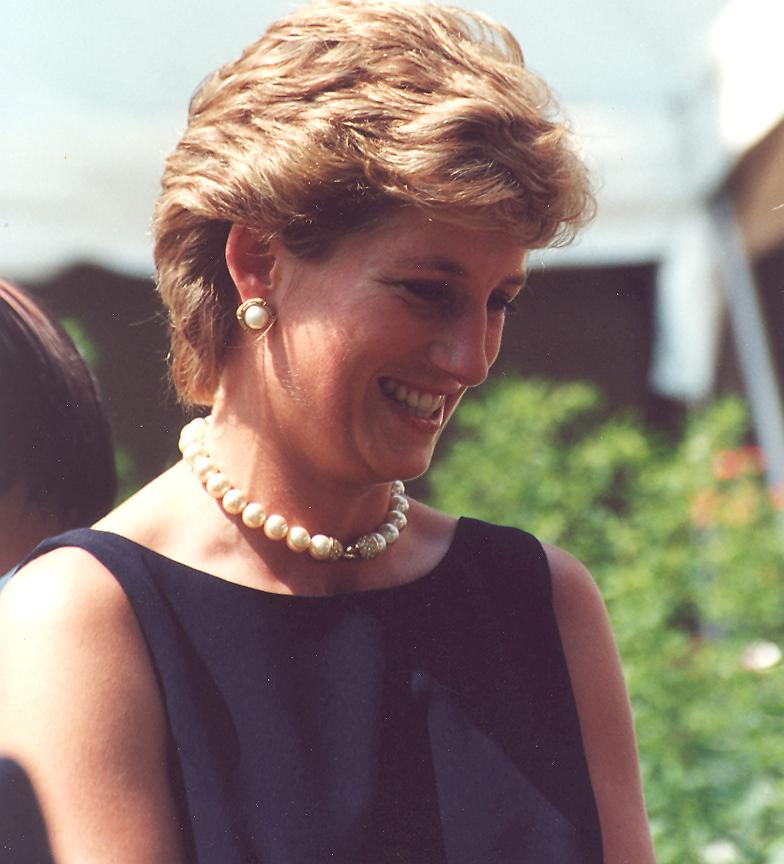
1995년의 다이애나

만찬 후 이 드레스는 "보여줄게 드레스"(I'll Show You dress), "서펜타인 칵테일"(Serpentine Cocktail), "복수 드레스"(Vengeance dress), "리벤지 드레스"(Revenge dress) 등으로 불렸다. 티나 브라운은 2007년 저서 《다이애나 연대기》에서 다이애나의 드레스가 패션 편집자들 사이에서 "그녀의 엿먹어 드레스"(her fuck-you dress)로 알려졌다고 썼다.
이 드레스는 1997년 7월 경매에서 39,098 파운드에 팔렸는데, 스코틀랜드의 한 부부가 어린이 자선단체를 위한 기금 마련에 사용할 계획으로 구입하였다. 이 드레스는 킬데어주 뉴브리지의 스타일 박물관의 2017년 전시회 "다이애나: 패션의 유산"에 전시되었으며, "가장 중요한 전시품"으로 묘사되었다. 페니 골드스톤은 2020년 마리끌레르에서 이 드레스가 여전히 다이애나의 "역대 가장 상징적인 스타일" 중 하나라고 썼다.

## 여파

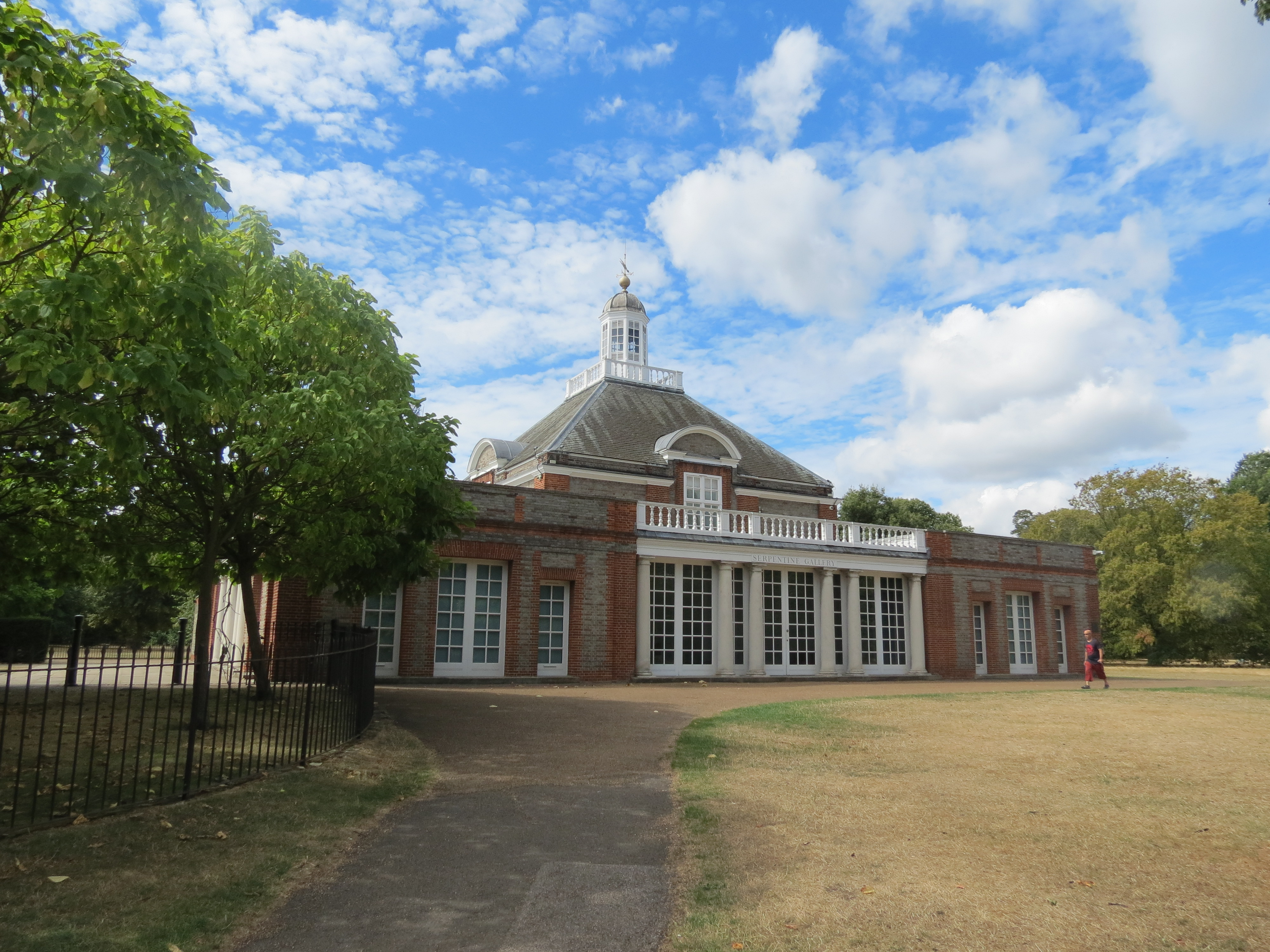
2018년의 서펜타인 갤러리

사건 다음날 데일리 텔레그래프는 다음과 같이 썼다.
웨일스 공작부인은 남편이 방송에서 국민들과 그의 영혼을 공유하는 것을 보지 않기 위하여 어젯밤 서펜타인 갤러리의 텔레비전 카메라 앞에서 저녁 식사를 할 필요가 없었다. 그녀는 비디오를 보거나, 브리지 게임을 하거나, 그냥 머리를 감고 침대에 누울 수도 있었을 것이다. 어떤 이들이 언론의 추측을 피하기 위해 무엇을 할 지 놀랍다.
보그 매거진에 기고한 엘 피더스는 이 드레스를 "'리벤지 드레싱'의 시초"라고 묘사하였다. 2020년 데일리 텔레그래프에 기고한 베선 홀트는 이 드레스가 "내러티브를 되찾는 행위"를 포괄하며, 다이애나 스펜서의 드레스 선택에서 영감을 얻은 여성들에 관한 기사에서 "리벤지 드레싱의 궁극적인 현대적 사례"라고 언급하였다. 홀트는 "무시당한 여자의 분노만큼 지옥 같은 것은 없다. 그러나 또한 패션은 분노, 냉담함 또는 '당신이 놓치고 있는 것을 보라'는 무관심한 태도를 표현하기 위해 배치될 때보다 더 큰 스릴은 없다"고 썼다.
캐롤라인 맥콜리는 《패션, 주체성, 그리고 권한 부여: 주체성의 수행, 대본을 따르기》에서 이 드레스를 분석하였으며, 이는 "고유한 왕실의 순수함에 의해 숨겨진 매혹적인 매력의 단편들"을 수년간 겪은 뒤 찰스와의 결혼 생활 파탄 이후 이어지는 다이애나의 "복수" 쿠튀르의 일부로 해석되었다. 캐롤라인 맥콜리는 찰스의 고백 이후 "수치심에 웅크리기" 대신에 "다이애나는 진주 초커 목걸이, 검은색 펌프스, 그리고 진홍색 립스틱과 매니큐어를 한 몸에 꼭 맞는 검은색 실크 드레스를 입고 등장했다"고 썼다. 조지나 하웰은 1998년 저서 《다이애나, 그녀의 패션 인생》에서 이 드레스가 "현대 여성이 입은 의상 중 가장 전략적인 드레스일 가능성이 있다"고 썼으며, 다이애나가 프로그램 방송 이후 "남편을 완전히 첫 페이지에서 제껴버린" "치명적인 검은 쉬폰의 잔향"이라고 묘사했다. 다음 날 더 선의 헤드라인은 "그가 카밀라에게 구애하기 위해 남긴 스릴러"(The Thrilla He Left to Woo Camilla)였다.